# クルスク (小惑星)
クルスク (3073 Kursk) は、小惑星帯に位置する小惑星である。ニコライ・チェルヌイフがクリミア天体物理天文台で発見した。
ソ連（現ロシア）南西部の都市クルスクに因んで名付けられた。
2006年12月11日から27日にかけて行われた光度曲線観測によって衛星が発見され、仮符号 S/2006 (3073) 1 が付けられた。衛星の直径は約1.5kmで、主星から約22km離れた軌道を 44.96 ± 0.02 時間の周期で回っている。